# Horace Owens
Horace G. Owens, detto Pappy (Filadelfia, 9 ottobre 1961), è un ex cestista e allenatore di pallacanestro statunitense.

## Carriera
Considerato uno dei più forti giocatori di sempre dei Rhode Island Rams, venne selezionato al secondo giro del Draft NBA 1983 dai New Jersey Nets; tuttavia non giocò mai in NBA. Dal 2003 al 2021 è stato assistente allenatore dei La Salle Explorers.

## Palmarès
- McDonald's All-American Game (1979)[2]